# Elise ap Tewdwr
Elise ap Tewdwr roi de Brycheiniog fl. dans la décennie 890.

## Contexte
Elise ap Tewdr succède à son père Tewdwr ap Rhain [II] comme roi de Brycheiniog. Il est mentionné par Asser parmi les dynastes gallois contraints par les agressions d'Anarawd ap Rhodri de Gwynedd à réclamer de l'aide au roi Alfred le Grand. Bien que la biographie d'Asser soit suspecte sur biens des points,  il n'y a pas de raison de douter de l'identification des souverains gallois qu'il évoque. C'est la première mention d'un roi de Brycheiniog depuis un siècle. De plus c'est pendant son règne en 896 que les vikings dévastent une partie du Brycheiniog et du royaume de Gwent et c'est une autre bonne raison pour qu'Elise ait sollicité l'aide d'Alfred de Wessex. Elise a comme successeur son fils Tewdwr ap Elise.